# Gustav-Adolf Feldhaus

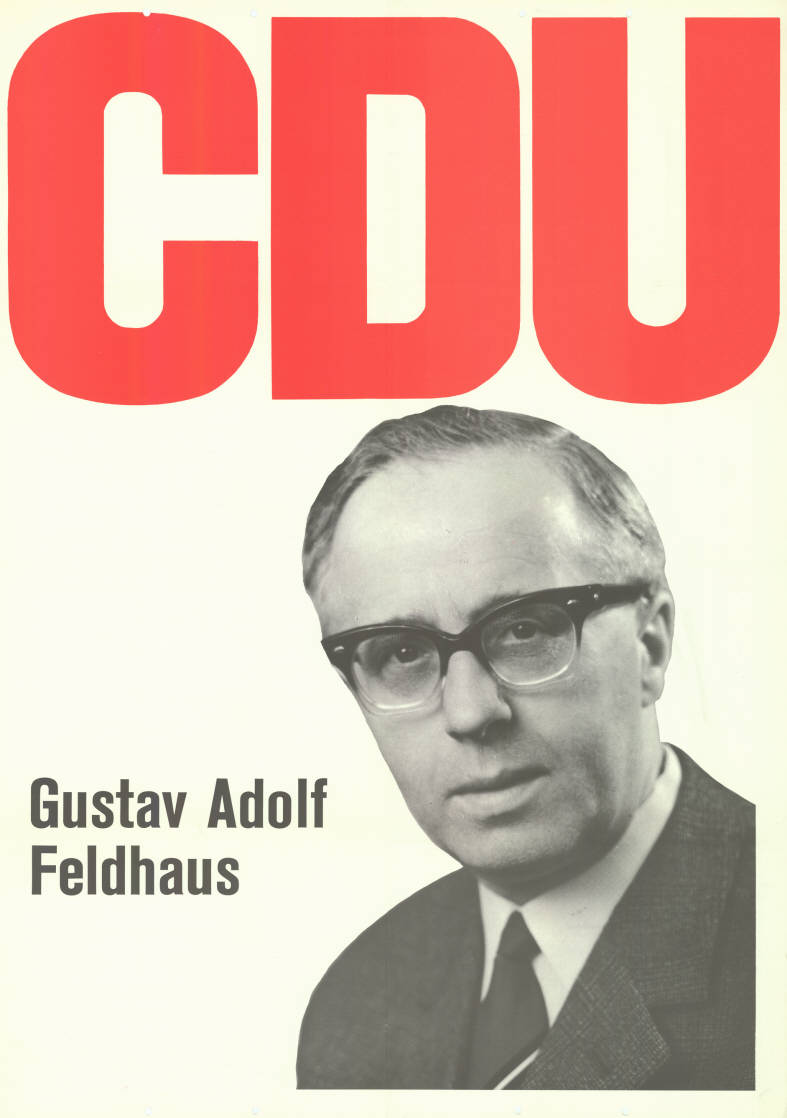
Wahlplakat zur Landtagswahl in Nordrhein-Westfalen 1966

Gustav-Adolf Feldhaus (* 20. Mai 1907 in Volmarstein; † 7. April 1999) war ein deutscher Politiker und Landtagsabgeordneter (CDU).

## Leben und Beruf
Nach dem Schulbesuch studierte Feldhaus und schloss das Studium als Diplomlandwirt ab. Mitglied der CDU wurde er 1946. Er war in zahlreichen Gremien der Partei vertreten. Feldhaus war Beisitzer beim Arbeitsgericht Hagen, am Sozialgericht Dortmund und am Landwirtschaftsgericht Wetter. Ab 1960 war er Kreislandwirt im Ennepe-Ruhr-Kreis.

## Abgeordneter
Vom 24. Juli 1966 bis zum 25. Juli 1970 war Feldhaus Mitglied des Landtags des Landes Nordrhein-Westfalen. Er wurde über die Landesliste seiner Partei gewählt. Zeitweise war er Mitglied des Kreistages des Ennepe-Ruhr-Kreises.